# Glee Live! In Concert!
Glee Live! In Concert! fue una gira de conciertos de 2010-2011 interpretada por miembros del Elenco de Glee. La gira, creada por el creador de la serie Ryan Murphy, fue diseñada para aprovechar la abrumadora respuesta a la serie, y Murphy declaró que la banda sonora de la serie y los conciertos eran una fuente de ingresos adicional de la serie. La gira, que actuó en Norteamérica, Reino Unido e Irlanda, recibió respuestas positivas tanto de la crítica musical como de los seguidores de la serie. El primer tramo norteamericano de la gira, en mayo de 2010, ofreció diez conciertos en cuatro ciudades, a los que asistieron más de 70.000 espectadores, generó más de cinco millones de dólares en ventas de entradas y ocupó el noveno puesto en la Billboard Hot Tours. La gira de 2011 fue vista por un público de más de 485.000 espectadores y se situó en el decimosexto puesto de la lista anual de las 25 mejores giras de Billboard, con unos ingresos de más de 40 millones de dólares en 31 conciertos, realizados en 21 ciudades.

## Antecedentes
La respuesta de los fans a nuestro pequeño espectáculo ha sido tan inmediata y tan gratificante que queríamos salir a darles las gracias en vivo y en directo», comentó Murphy. «¿Y qué programa se presta más a un concierto que 'Glee'? ¡Estamos impacientes por llevar este espectáculo de gira y los actores no podrían estar más emocionados por actuar en directo para el público de estas cuatro ciudades.
25px

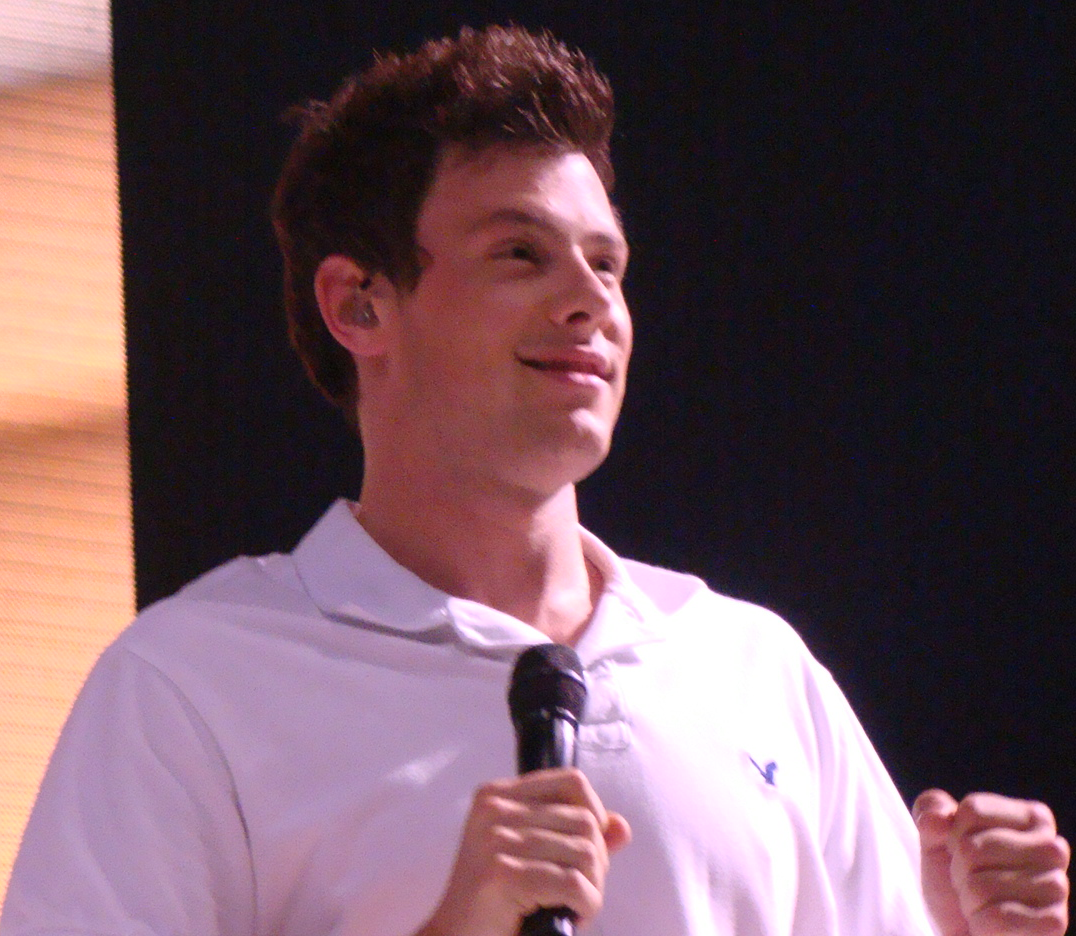
Monteith en la gira.

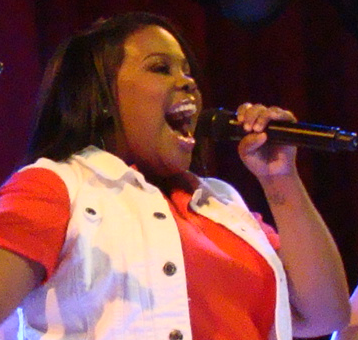
Riley en la gira

Inicialmente, el reparto de la serie realizó una pequeña gira promocional («The Gleek Tour») por varias tiendas Hot Topic de Estados Unidos para mostrar la banda sonora de la serie y reunirse con los fans de la serie. A esto le siguió una actuación de The Star-Spangled Banner en el Citizens Bank Park para las Serie Mundial de 2009. Varios miembros del reparto insinuaron una gira de conciertos a través de Twitter a principios de 2010. El éxito de la salida promocional llevó a la creación de la gira de conciertos. La gira se anunció oficialmente a través de Fox el 1 de marzo de 2010, al término de la primera temporada. Lea Michele (Rachel Berry) expresó su emoción por la gira afirmando: «Este ha sido un año extraordinario para “Glee” y no se me ocurre una mejor manera de terminar la primera temporada que actuando en directo en el escenario con el reparto». Sus comentarios fueron compartidos más tarde por Cory Monteith (Finn Hudson) afirmando: «Este programa ha cambiado mi vida de muchas maneras. Si me hubieras dicho hace un año que estaría interpretando canciones clásicas de rock en salas de conciertos de todo el país, nunca te habría creído. Estamos entusiasmados». La gira ofreció más de una docena de conciertos con todas las entradas agotadas en Estados Unidos.
Hicieron apariciones especiales Jane Lynch (Sue Sylvester) y Matthew Morrison (Will Schuester) para una actuación en el Radio City Music Hall de Nueva York. Jonathan Groff (Jesse St. James) actuó junto a Michele en el Gibson Amphitheatre de Los Ángeles y en el Radio City Music Hall de Nueva York.
Cuando la serie entró en su segunda temporada, Fox anunció un tramo de gira adicional en el Reino Unido e Irlanda. Murphy responde que el espectáculo en Estados Unidos tuvo una respuesta asombrosa y que la ampliación de la gira era para agradecer a los fans en el extranjero su dedicación a la serie y prometió una gira norteamericana adicional en el verano de 2011. Amber Riley (Mercedes Jones) compartió el entusiasmo del elenco por la extensión de la gira y comentó: «Me encantó actuar para los fans en Los Ángeles, Chicago, Phoenix y Nueva York el año pasado y no pensé que hubiera forma de superar esa experiencia. Pero, ¿actuar en los grandes estadios de Londres, Manchester y Dublín? ¿No es genial? Estamos impacientes». A la ampliación de la gira se unen los nuevos miembros del reparto Chord Overstreet (Sam Evans), Ashley Fink (Lauren Zizes) y Darren Criss (Blaine Anderson).

## Sinopsis del concierto

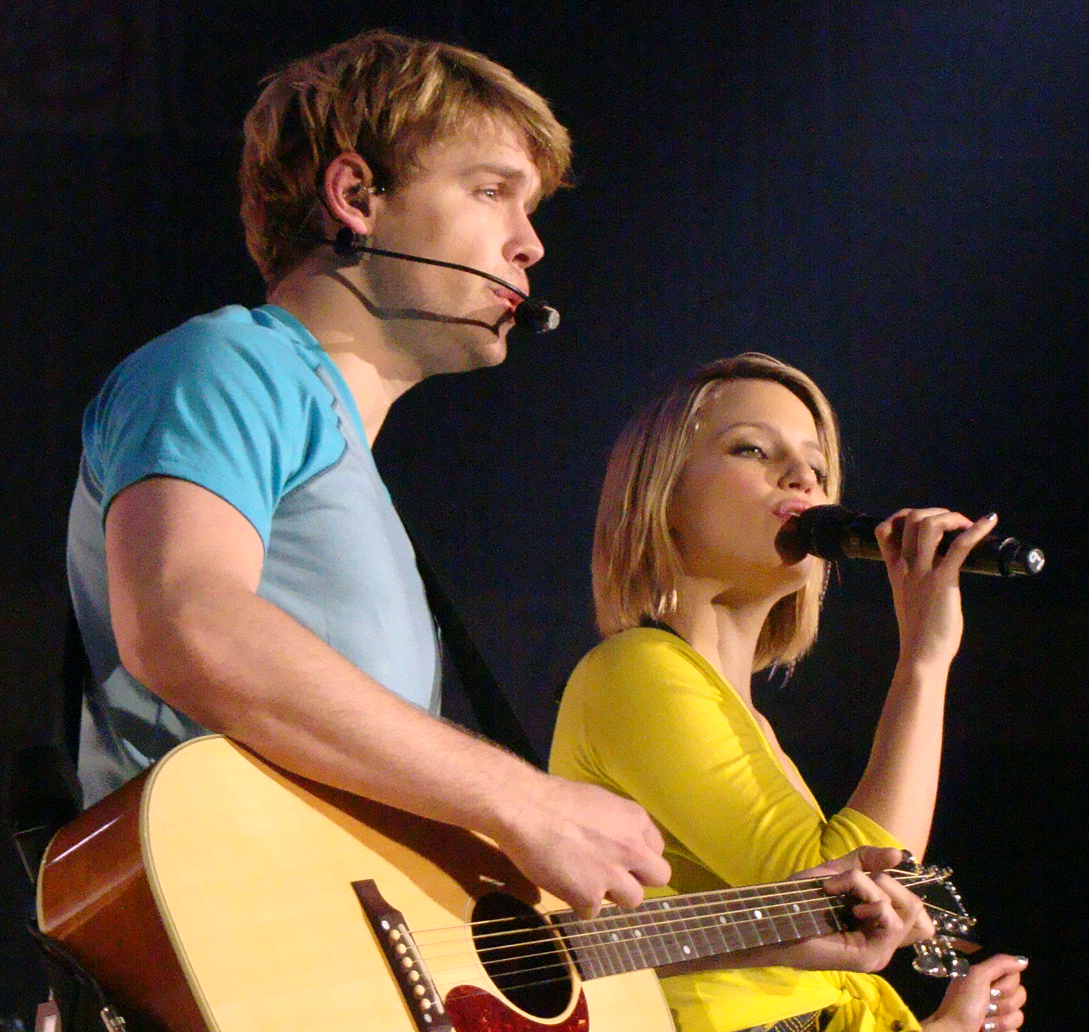
Overstreet y Agron interpretando «Lucky» en la gira.

### 2010

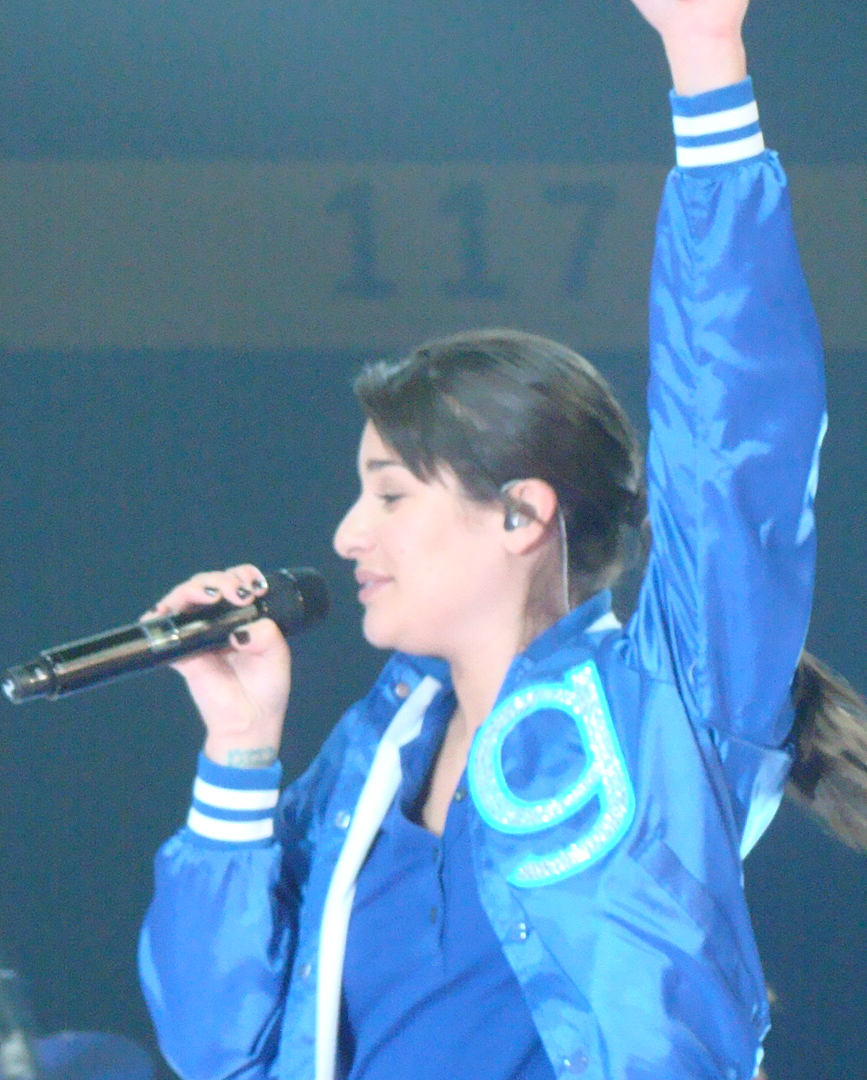
Michele interpretando «Somebody to Love» en la gira.

Los conciertos comenzaron con un saludo pregrabado de Jane Lynch como la entrenadora de animadoras Sue Sylvester, insultando tanto a los miembros del público como a las próximas actuaciones. Todos los miembros del reparto actuaron caracterizados, incluido el actor sin discapacidad Kevin McHale que apareció en una silla de ruedas como el miembro del coro Artie Abrams que tenía una discapacidad.  Al igual que en la serie, para la interpretación de «Jump» el escenario se llenó de colchones y el reparto vistió pijamas a juego, mientras que un Escalade se utilizó como atrezzo para la interpretación de «Bust Your Windows». Cory Monteith, actuando como el quarterback de fútbol americano que toca la batería Finn Hudson, tocó la batería como acompañamiento para «Sweet Caroline», y varios miembros del reparto vistieron trajes de Lady Gaga para la actuación de «Bad Romance».  Los bailarines aparecieron como el coro rival Vocal Adrenaline, para una rutina de baile enmascarado de «Rehab» y «Mercy», sin cantar. El setlist principal concluyó con una interpretación de «Like a Prayer», incluyendo coristas vestidos con túnicas de coro, mientras que el encore consistió en «True Colors» y «Somebody to Love».

### 2011
Tras una actuación de apoyo de 20 minutos de The Legion of Extraordinary Dancers y el reparto de «Sue's Barf Bags», el espectáculo principal comenzó con un vídeo pregrabado de Sue y Mr. Schuester que presentaba a New Directions. Los miembros del elenco estaban todos caracterizados, y de nuevo comenzaron su setlist con una interpretación de «Don't Stop Believin» con todo el elenco en el escenario. A continuación, Tina y Mercedes se pusieron al frente de la voz en una interpretación de «Dogs Days Are Over», y Rachel y Finn se pusieron al frente de «Sing», con todo el elenco en el escenario para ambas canciones. A continuación, hubo pequeñas actuaciones en grupo/solista, incluyendo «Fat Bottomed Girls» de Puck, que comenzó con la primera incursión en el segundo escenario en la parte trasera de la arena con Finn acompañando en la batería, y una actuación sincronizada con los labios de «I'm a Slave 4 U» de Brittany. El set estuvo precedido por una conversación entre el personaje de Brittany y el señor Schuester, con este último actuando a través de un vídeo pregrabado. Esta conversación fue ahogada en su mayor parte por las risas del público.

## Respuesta de los críticos
Ed Masley de USA Today describe el concierto de apertura como «partes iguales de teatro musical y fenómeno de la cultura pop y un vertiginoso espectáculo de rock». En su opinión, Amber Riley fue la persona con el mejor desempeño, alabando sus interpretaciones de «Bust Your Windows» y «Beautiful». Amanda Kwan de The Associated Press fue crítica con la gira, considerando el concierto debut como «una noche que sólo un fan agradecería». Kwan consideró que la lista de canciones fue «inconexa». Martin Cizmar de Phoenix New Times criticó la interpretación de «Bad Romance».
Mikael Wood, del Los Angeles Times, disfrutó el primer concierto del Anfiteatro Gibson y escribió que "tuvo la sensación de triunfo, a veces satisfecha de una vuelta de victoria". Aimee Curran, de MTV, también dio una opinión positiva al concierto: " El elenco fue capaz de hacer suya cada canción mientras se las arreglaba para mantener la integridad del artista original". Hahn Nguyen de Zap2it escribió:" verlo en vivo bien vale el dinero y el esfuerzo. No solo existe una gran cantidad de infecciones. "La energía no se obtiene solo con ver el espectáculo en casa, pero la sensación de estar juntos no se puede igualar". y "Uno puede escuchar verdaderamente la calidad de las voces en vivo, que en el caso de Lea Michele es lo más importante. Suena incluso mejor que en el programa ... Su concierto en vivo de" Don't Rain on My Parade "es increíble y una delicia emocionante". Andrew Barker, de Variety, dio una crítica menos favorable al escribir:" mientras que su distintiva mezcla de high camp y melodías reconocibles puede hacer clic en la pantalla pequeña, cuando se traduce a la escena, el concepto se convierte en poco más que un frenético, "rocola poco imaginado, y solo ocasionalmente uno bien realizado. La gira de cuatro ciudades probablemente recaude el dinero y merece una repetición, pero si lo merece es un asunto diferente". Aunque lo hizo, una vez más, note las actuaciones "sólidas" de Riley y calificó a Lea Michele de "la profesional más obvia" y afirma que sus canciones fueron interpretadas "con poder y presencia". "Sabiamente, los productores nunca dejaron a ninguna de las dos mujeres fuera del escenario por mucho tiempo".

## Acto de apertura
Los teloneros de la gira estadounidense fueron The Legion of Extraordinary Dancers (LXD), el proyecto de danza del miembro del reparto Harry Shum, Jr. Lo describió como «mundos que chocan», explicando al New York Post que en el período previo a la gira, estuvo ensayando con el reparto y luego ensayando con LXD hasta medianoche, trabajando estrechamente con el coreógrafo del grupo, Christopher Scott. Comentó: «Creo que [Glee y LXD] van de la mano en términos de creación artística. Por eso es tan bueno que hayan elegido a LXD. Podrían haber tenido una banda de apertura, pero creo que va a ser un espectáculo muy diferente teniendo elementos de LXD en ella."

## Elenco
Los miembros del reparto actúan en el personaje como sus contrapartes de Glee.
Elenco(2010)
- Dianna Agron es Quinn Fabray
- Chris Colfer es Kurt Hummel
- Kevin McHale es Artie Abrams
- Lea Michele es Rachel Berry
- Cory Monteith es Finn Hudson
- Heather Morris es Brittany Pierce
- Amber Riley es Mercedes Jones
- Naya Rivera es Santana Lopez
- Mark Salling es Noah Puckerman
- Harry Shum, Jr. es Mike Chang
- Dijon Talton es Matt Rutherford
- Jenna Ushkowitz es Tina Cohen-Chang

Elenco(2011)
- Dianna Agron es Quinn Fabray
- Chris Colfer es Kurt Hummel
- Darren Criss es Blaine Anderson
- Ashley Fink es Lauren Zizes
- Kevin McHale es Artie Abrams
- Lea Michele es Rachel Berry
- Cory Monteith es Finn Hudson
- Heather Morris es Brittany Pierce
- Chord Overstreet es Sam Evans
- Amber Riley es Mercedes Jones
- Naya Rivera es Santana Lopez
- Mark Salling es Noah "Puck" Puckerman
- Harry Shum, Jr. es Mike Chang
- Jenna Ushkowitz es Tina Cohen-Chang

## Fechas
| América del Norte   |                 |                |                                   |
| 15 de mayo de 2010  | Phoenix         | Estados Unidos | Dodge Theatre                     |
| 16 de mayo de 2010  | Phoenix         | Estados Unidos | Dodge Theatre                     |
| 20 de mayo de 2010  | Los Ángeles     | Estados Unidos | Gibson Amphitheatre               |
| 21 de mayo de 2010  | Los Ángeles     | Estados Unidos | Gibson Amphitheatre               |
| 22 de mayo de 2010  | Los Ángeles     | Estados Unidos | Gibson Amphitheatre               |
| 25 de mayo de 2010  | Rosemont        | Estados Unidos | Rosemont Theatre                  |
| 26 de mayo de 2010  | Rosemont        | Estados Unidos | Rosemont Theatre                  |
| 28 de mayo de 2010  | Nueva York      | Estados Unidos | Radio City Music Hall             |
| 29 de mayo de 2010  | Nueva York      | Estados Unidos | Radio City Music Hall             |
| 30 de mayo de 2010  | Nueva York      | Estados Unidos | Radio City Music Hall             |
| 21 de mayo de 2011  | Las Vegas       | Estados Unidos | Mandalay Bay Events Center        |
| 23 de mayo de 2011  | Sacramento      | Estados Unidos | ARCO Arena                        |
| 24 de mayo de 2011  | San Jose        | Estados Unidos | HP Pavilion at San Jose           |
| 25 de mayo de 2011  | San Jose        | Estados Unidos | HP Pavilion at San Jose           |
| 27 de mayo de 2011  | Anaheim         | Estados Unidos | Honda Center                      |
| 28 de mayo de 2011  | Los Ángeles     | Estados Unidos | Staples Center                    |
| 29 de mayo de 2011  | San Diego       | Estados Unidos | Valley View Casino Center         |
| 1 de junio de 2011  | Mineápolis      | Estados Unidos | Target Center                     |
| 2 de junio de 2011  | Indianápolis    | Estados Unidos | Conseco Fieldhouse                |
| 3 de junio de 2011  | Rosemont        | Estados Unidos | Allstate Arena                    |
| 4 de junio de 2011  | Rosemont        | Estados Unidos | Allstate Arena                    |
| 6 de junio de 2011  | Uncasville      | Estados Unidos | Mohegan Sun Arena                 |
| 7 de junio de 2011  | Boston          | Estados Unidos | TD Garden                         |
| 8 de junio de 2011  | Filadelfia      | Estados Unidos | Wells Fargo Center                |
| 9 de junio de 2011  | Washington D.C  | Estados Unidos | Capital One Arena                 |
| 11 de junio de 2011 | Toronto         | Canadá         | Air Canada Centre                 |
| 12 de junio de 2011 | Toronto         | Canadá         | Air Canada Centre                 |
| 13 de junio de 2011 | Auburn Hills    | Estados Unidos | The Palace of Auburn Hills        |
| 14 de junio de 2011 | Cleveland       | Estados Unidos | Quicken Loans Arena               |
| 16 de junio de 2011 | East Rutherford | Estados Unidos | Izod Center                       |
| 17 de junio de 2001 | East Rutherford | Estados Unidos | Izod Center                       |
| 18 de junio de 2011 | Uniondale       | Estados Unidos | Nassau Veterans Memorial Coliseum |
| Europa              |                 |                |                                   |
| 22 de junio de 2011 | Mánchester      | Inglaterra     | Manchester Evening News Arena     |
| 23 de junio de 2011 | Mánchester      | Inglaterra     | Manchester Evening News Arena     |
| 25 de junio de 2011 | Londres         | Inglaterra     | The O2 Arena                      |
| 26 de junio de 2011 | Londres         | Inglaterra     | The O2 Arena                      |
| 28 de junio de 2011 | Londres         | Inglaterra     | The O2 Arena                      |
| 29 de junio de 2011 | Londres         | Inglaterra     | The O2 Arena                      |
| 30 de junio de 2011 | Londres         | Inglaterra     | The O2 Arena                      |
| 2 de julio de 2011  | Dublín          | Irlanda        | The O2                            |
| 3 de julio de 2011  | Dublín          | Irlanda        | The O2                            |

### Recaudación
| Teatro                | Ciudad      | Entradas vendidas / Disponibles | Recaudación |
| --------------------- | ----------- | ------------------------------- | ----------- |
| Dodge Theatre         | Phoenix     | 9539 / 9539 (100%)              | $595 938    |
| Gibson Amphitheatre   | Los Ángeles | 23 720 / 23 720 (100%)          | $1 649 743  |
| Rosemont Theatre      | Rosemont    | 8895 / 8895 (100%)              | $624 453    |
| Radio City Music Hall | Nueva York  | 29,739 / 29,739 (100%)          | $2,161,304  |
| Total                 | Total       | 71 893 / 71 893 (100%)          | $5 031 438  |

## Emisiones y grabaciones
20th Century Fox estrenó la película de Glee Live! In Concert!, titulada Glee: The 3D Concert Movie, en los cines el 12 de agosto por un tiempo limitado de dos semanas; fue dirigida por Kevin Tancharoen. La película se rodó durante los conciertos del 16 y 17 de junio de 2011, en East Rutherford, Nueva Jersey. La película del concierto en 3D muestra el concierto completo con imágenes entre bastidores, con la invitada especial Gwyneth Paltrow como Holly Holliday. El DVD y Blu-ray de la película, incluido un Blu-ray en 3D, salieron a la venta en todo el mundo en diciembre de 2011, y contaban con actuaciones exclusivas que fueron cortadas de la película e introducciones de Jane Lynch como Sue Sylvester.